# Крионери (Халкидики)
Крионери (грч. Κρυονέρι) је приморско насељено место у општини Аристотел у периферији Средишња Македонија, Грчка. Према попису из 2021. године било је 11 становника.
Насеље је подигнуто осамдесетих година 20. века и први пут се помиње на попису из 1991. са 39 становника.